# 무토 요시노리
무토 요시노리(일본어: 武藤 嘉紀, 1992년 7월 14일 ~ )는 일본의 축구 선수이다. 현재 비셀 고베에서 공격수로 뛰고 있다.

## 구단 경력
도쿄도 출신. 게이오기주쿠 고등학교, 게이오기주쿠 대학 경제학부 졸업. 2013년 J1리그의 FC 도쿄에 입단했다. 2015년까지 51경기에 출전하여, 23득점을 넣었다. 2015년 1. FSV 마인츠 05로 이적했다. 2018년까지 66경기에 출전하여, 20득점을 넣었다. 2018년부터 2021년까지 뉴캐슬 유나이티드 FC와 SD 에이바르에서 뛰었다. 2021년 J1리그의 비셀 고베로 이적했다. 2023년과 2024년 2번의 J1리그 우승, 2024년 리그 MVP.

## 국가대표팀 경력
그는 2014년 9월 5일 우루과이과의 경기에서 일본 국가대표팀에 데뷔했다. 2015년 AFC 아시안컵, 2018년 FIFA 월드컵에도 출전했다. 2019년 AFC 아시안컵 준우승에 기여했다. 그는 2019년까지 국제 A매치 통산 29경기에 출전, 3득점을 넣었다.

## 통계
| 일본 | 일본 | 일본 |
| 연도 | 출전 | 득점 |
| ---- | ---- | ---- |
| 2014 | 6    | 1    |
| 2015 | 12   | 1    |
| 2016 | 1    | 0    |
| 2017 | 2    | 0    |
| 2018 | 4    | 0    |
| 2019 | 4    | 1    |
| 통산 | 29   | 3    |